# Економіка Естонії
Естонія — індустріально-аграрна країна. Серед провідних галузей промисловості — фосфатна, сланцева, суднобудівна, електромоторна, гірниче машинобудування (екскаватори), легка та харчова, паперова, приладобудівна, хімічна, цементна. Транспорт — залізничний, автомобільний, морський. Головний морський порт — Таллінн. Розвинене як внутрішнє, так і міжнародне повітряне сполучення. Через аеропорт Таллінн виконуються рейси у столиці і міста Європи та Азії.

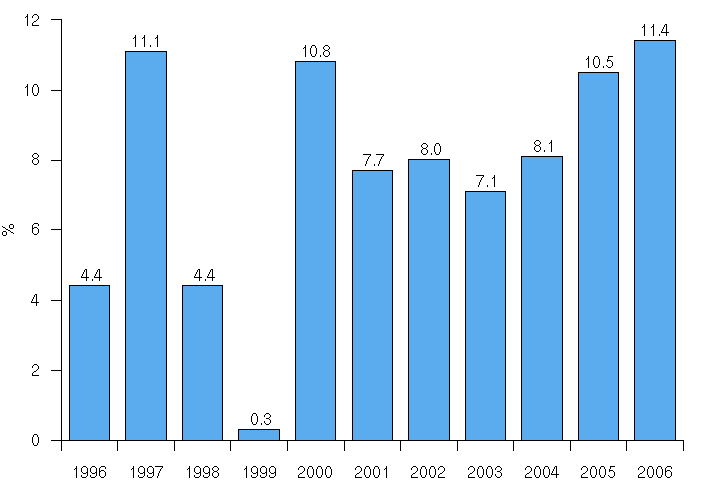
ВВП Естонії у 1996—2006 рр.

До кінця 1930-х років Естонія стала промислово-аграрною країною. В післявоєнні роки відбулася прискорена індустріалізація Естонії, чому сприяло її вигідне географічне положення. У 1980-і роки був побудований новий талліннський морський порт Мууга. З початку 1990-х років Естонія розпочала формування ринкової економіки, диверсифікацію господарства і перегляд пріоритетів своєї зовнішньої торгівлі.

## Промисловість
Промислові підприємства в країні зосереджені в найбільших містах. В Таллінні переважають машинобудування, металообробка і приладобудування, розвинена легка промисловість. У Нарві знаходиться великий бавовняний комбінат (Кренгольмська мануфактура), в Сілламяе — завод по виробництву рідких металів (Сільмет). У містах Кохтла-Ярве, Сілламяе і Нарва зосереджені основні паливно-енергетичні комплекси. Невеликі підприємства харчової і деревообробної промисловості рівномірно розподілені по всій країні. Найменше промислово розвиненими районами Естонії є два великих острови в Балтійському морі — Сааремаа і Хійумаа, де переважають землеробство, м'ясо-молочне тваринництво і рибальство.
У 2000 р: в обробній, газовій промисловості, енергетиці, водопостачанні, будівництві зайнято 34,7 % працюючих, в сільському, мисливському, лісовому, рибному господарствах — 7 %, в секторі послуг — 58,3 % (в тому числі в освіті — 7,8 %, в державному апараті і обороні — 5,6 %).

## Сільське господарство
Частка сільського господарства в структурі ВВП становить 3,6 %, промисловості — 30,7 %, сфери послуг — 65,7 %. У 1988 на частку легкої промисловості припадає 27 % всієї валової продукції, харчової промисловості — 24 %, машинобудування — 15 %, лісозаготівельної, лісообробної і целюлозно-паперової промисловості — 9 %, хімічної промисловості — 9 %, інших галузей — 16 %. На початку 1990-х років обсяг виробництва скоротився, однак вже у другій половині того ж десятиріччя почалося його зростання, яке в 1998—1999 оцінювалося в 5—7 %. Основні види продукції обробної промисловості: судна, літаки, електромотори, екскаватори, трансформатори, хімікатори, целюлоза, папір, меблі, будівельні матеріали, прилади, текстиль, одяг, взуття, продовольство.
Спеціалізацією сільського господарства Естонії є м'ясо-молочне тваринництво. Дуже велика популяція кроликів, а також свиней і кіз. Крім того, вирощують картоплю, овочі, зернові і плодові культури. У 1998 круглий ліс, ділова деревина і продукція целюлозно-паперової промисловості забезпечували 9 % експорту.

## Енергетика
Естонія повністю покриває свої енергетичні потреби завдяки власним ресурсам, а надлишки електроенергії експортує. Енергетичний комплекс майже цілком базується на використанні викопного палива (горючі сланці). У 1999 було вироблено 2 млн кВт·год електроенергії.

## Азартні ігри
Азартні ігри в Естонії з'явились відносно нещодавно. Поки Естонія була окупована СРСР, всі види азартних ігор тут було заборонено. Попри заборону, в країні діяли нелегальні казино, натомість реальна історія азартних ігор почалася в 1994—1995 роках, коли було ухвалено перший Закон про лотереї (1994) і Закон про азартні ігри (1995). Більшість казино країни розташовано в столиці — Таллінні.